# إل. جاي فورت
إل. جاي فورت (بالإنجليزية: L. J. Fort)‏ هو لاعب كرة قدم أمريكية أمريكي، ولد في 3 يناير 1990 في غرانيت سيتي في الولايات المتحدة.

## وصلات خارجية
- إل. جاي فورت على موقع مرجع كرة القدم المحترفة.كوم (الإنجليزية)